# Joseph Oliver (homme politique)
Pour les articles homonymes, voir Joseph Oliver et Oliver.
Joseph Oliver (1852-8 janvier 1922) est un homme politique canadien de l'Ontario. Il est maire de Toronto de 1908 à 1909.

## Biographie
Né à Erin dans le Canada-Est, Oliver s'installe à Toronto avec sa famille alors qu'il a trois ans. Il travaille ensuite dans une entreprise forestière. Élu au conseil scolaire en 1885 et au conseil municipal de Toronto en 1895, 1901, 1902, 1903 et en 1906. 
Il est président de l'association Exposition nationale canadienne de 1914 à 1915. Après avoir été membre des Odd Fellows pendant une cinquantaine d'années, il en devient Grand Sire de 1920 jusqu'à son décès en 1922.